# Polychrysia margarita
Polychrysia margarita är en fjärilsart som beskrevs av W. Warren 1913. Polychrysia margarita ingår i släktet Polychrysia och familjen nattflyn. Inga underarter finns listade i Catalogue of Life.